# Willie Royster
Willie Arthur Royster (* 11. April 1954 in Clarksville, Virginia; † 23. November 2015 in Ocean View, New Jersey) war ein US-amerikanischer Baseballspieler, der elf Jahre in der Minor League Baseball (MiLB) auf der Position des Catchers spielte. 1981 spielte er einen Monat für die Baltimore Orioles in der Major League Baseball (MLB).
Royster wurde in der 22. Runde des MLB Draft 1972 von den Baltimore Orioles gewählt. Er spielte von 1972 bis 1976 und von 1978 bis September 1981 in verschiedenen Farmteams der Orioles. Am 3. September 1981 machte er sein Debüt gegen Oakland Athletics in der MLB. Das Spiel verloren die Orioles mit 0:10. Am 2. Oktober desselben Jahres machte Royster gegen die New York Yankees sein letztes Spiel in der MLB. Auch dieses Spiel verloren die Orioles mit 0:9. Insgesamt machte Royster nur vier Spiele in der MLB und kam auf eine Batting Average von .000 bei zwei Strikeouts und zwei Groundouts. 1982 kehrte er in die MiLB zurück und beendete dort 1983 seine professionelle Baseballkarriere.
Royster gehörte der Calvary Baptist Church in New Jersey an. Er verstarb am 23. November 2015 im Alter von 61 Jahren und hinterließ seine Frau, drei Kinder und zwei Enkelkinder.